# Ruth Roland
Ruth Roland (San Francisco, de Califòrnia, 26 d'agost de 1892 - Hollywood, 22 de setembre de 1937) va ser una productora i actriu teatral i cinematogràfica nord-americana.
El seu pare dirigia un teatre i ella va ser una nena actriu que va començar a actuar en el vodevil. Va ser contractada pel director Sidney Olcott, que l'havia vist en escena a Nova York. Va actuar en el seu primer film per Kalem Company en 1909 i, al costat de Gene Gauntier, aviat va rebre el sobrenom de "Kalem Girl." Roland va anar finalment enviada a l'estudi que Kalem posseïa en la costa oest dels Estats Units, on va ser la primera actriu i supervisora de la "Kalem House", en la qual vivien tots els actors. Als 12 anys, Roland era l'estudiant més jove de l'Hollywood High School.
Més endavant Ruth Roland va deixar Kalem i es va anar amb Balboa Films, amb la qual va tenir un contracte entre 1914 i 1917. En 1915 va actuar en un serial d'aventures de 14 episodis titulat The Red Circle. Dona de negocis hàbil, va fundar la seva pròpia companyia productora i va signar un acord de distribució amb Pathé per rodar sis nous serials que van anar un gran èxit: 
Ruth Roland Serials, Inc.: (cadascun de 15 episodis)
- The Adventures of Ruth (1919)
- Ruth of the Rockies (1920)
- White Eagle (1922)
- The Timber Queen (1922)
- The Haunted Valley (1923)
- Ruth of the Range (1923)

Entre 1909 i 1927 Ruth Roland va actuar en més de 200 films. Va intervenir en un dels primers títols en color, Cupid Angling (1918), realitzat amb el procés Naturalcolor inventat per Leon Douglass i filmat a l'àrea del Llac Lagunitas al Comtat de Marin, Califòrnia.
Roland va deixar temporalment el cinema fins a 1930, any en què va rodar el seu primer títol sonor. Encara que la seva veu funcionava bé en la pantalla, l'actriu ja arribava als quaranta anys, per la qual cosa es va dedicar al teatre, actuant úna única vegada més al cinema en 1935.
Roland es va casar amb l'actor Ben Bard en 1929. Bard també actuava en el teatre, i després de les noces va dirigir una escola d'interpretació a Hollywood. El matrimoni va durar fins a la defunció de Roland a causa d'un càncer en 1937, als 45 anys, a Hollywood. Va ser enterrada en el cementiri Forest Lawn Memorial Park en Glendale (Califòrnia).
Per la seva contribució a la indústria cinematogràfica, Ruth Roland té un estel en el Passeig de la Fama de Hollywood, en el 6220 de Hollywood Boulevard.

## Filmografia seleccinada

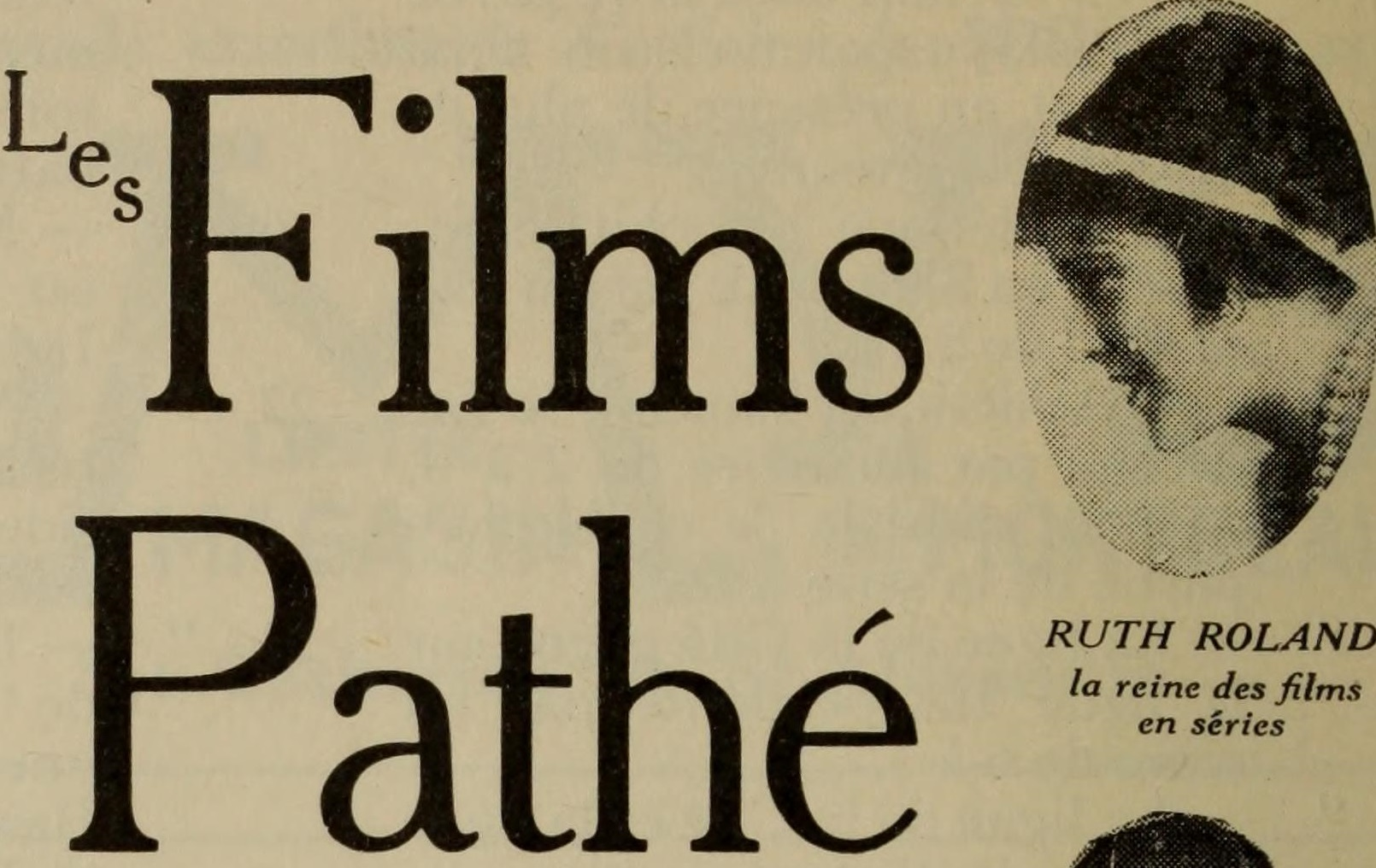
En La revue sportive, le National, 1920

- A Chance Shot (1911)
- He Who Laughs Last (1911)
- Ruth Roland, the Kalem Girl (1912)
- Pulque Pete and the Opera Troupe (1912)
- The Raiders from Double L Ranch (1913)
- Gertie Gets the Cash (1914)
- The Deadly Battle at Hicksville (1914)
- The Pursuit of Pleasure (1915)
- The Girl Detective (1915)
- Who Pays? (1915)
- The Red Circle (1915)
- Comrade John (1915)

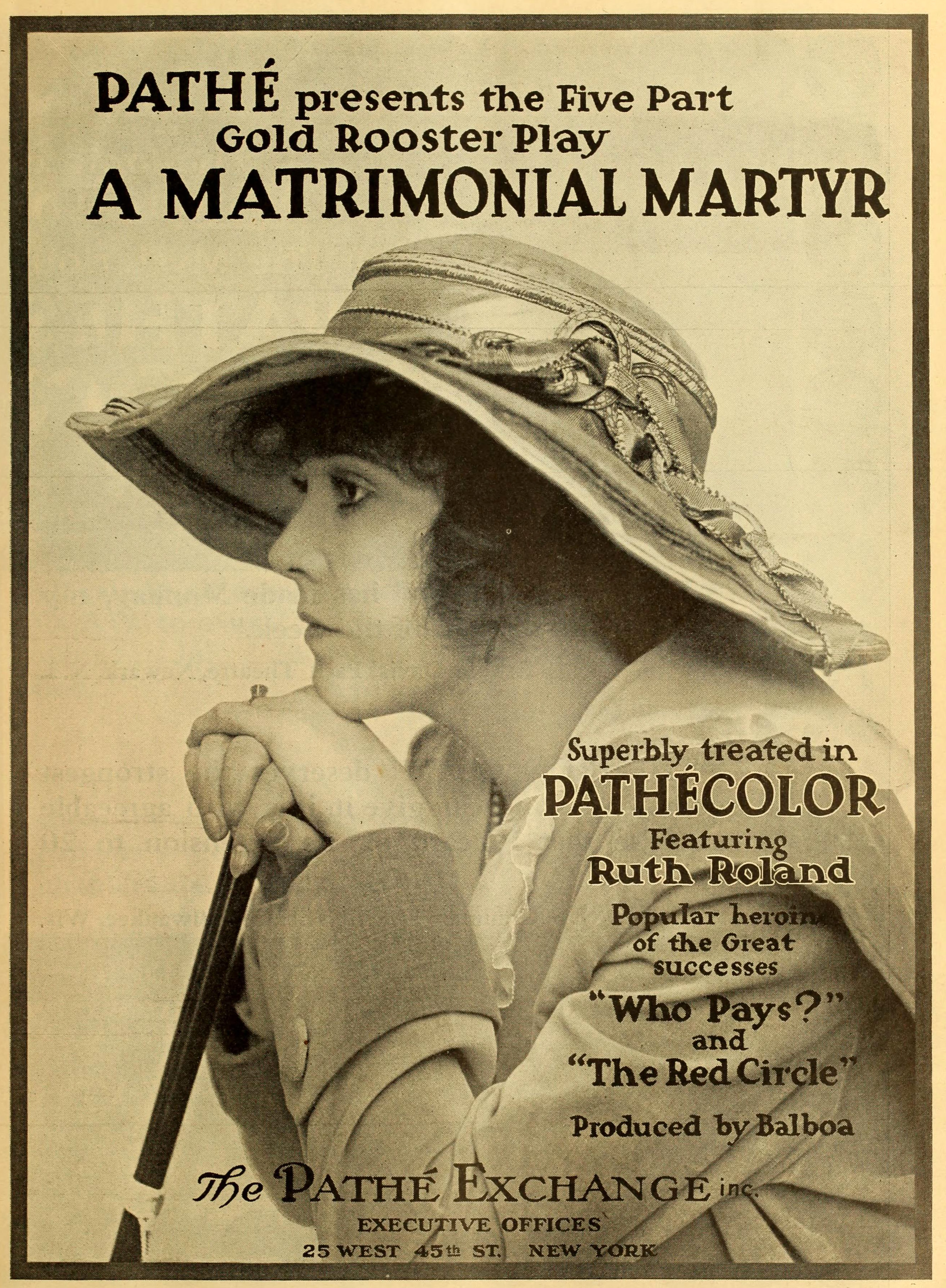
A Matrimonial Martyr (1916)
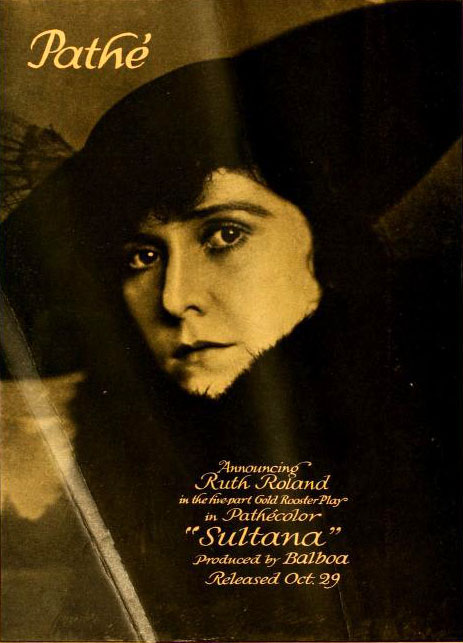
The Sultana (1916)
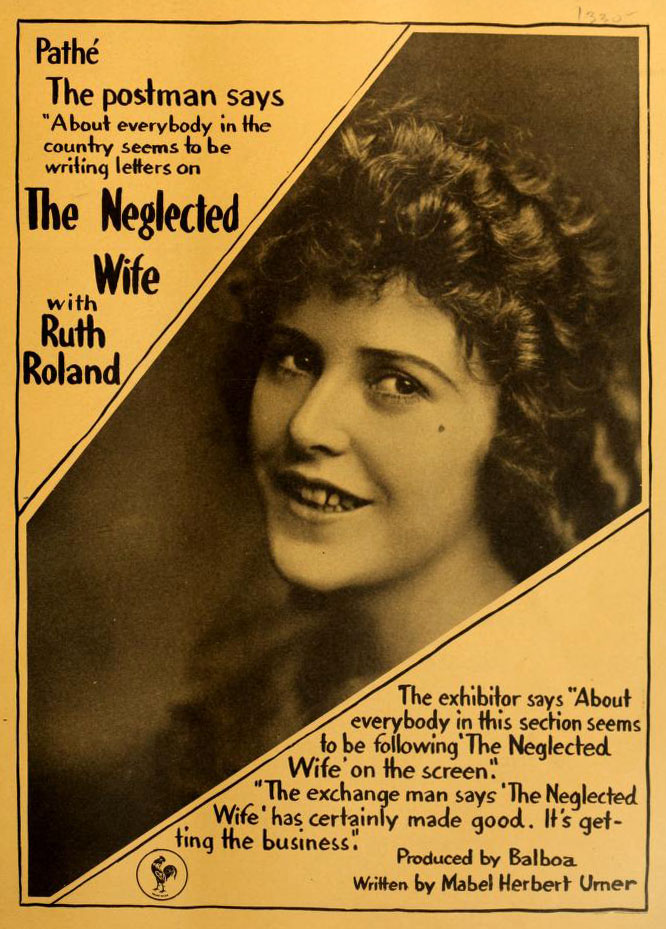
The Devil's Bait (1917)
- The Neglected Wife (1917)
- The Fringe of Society (1917)
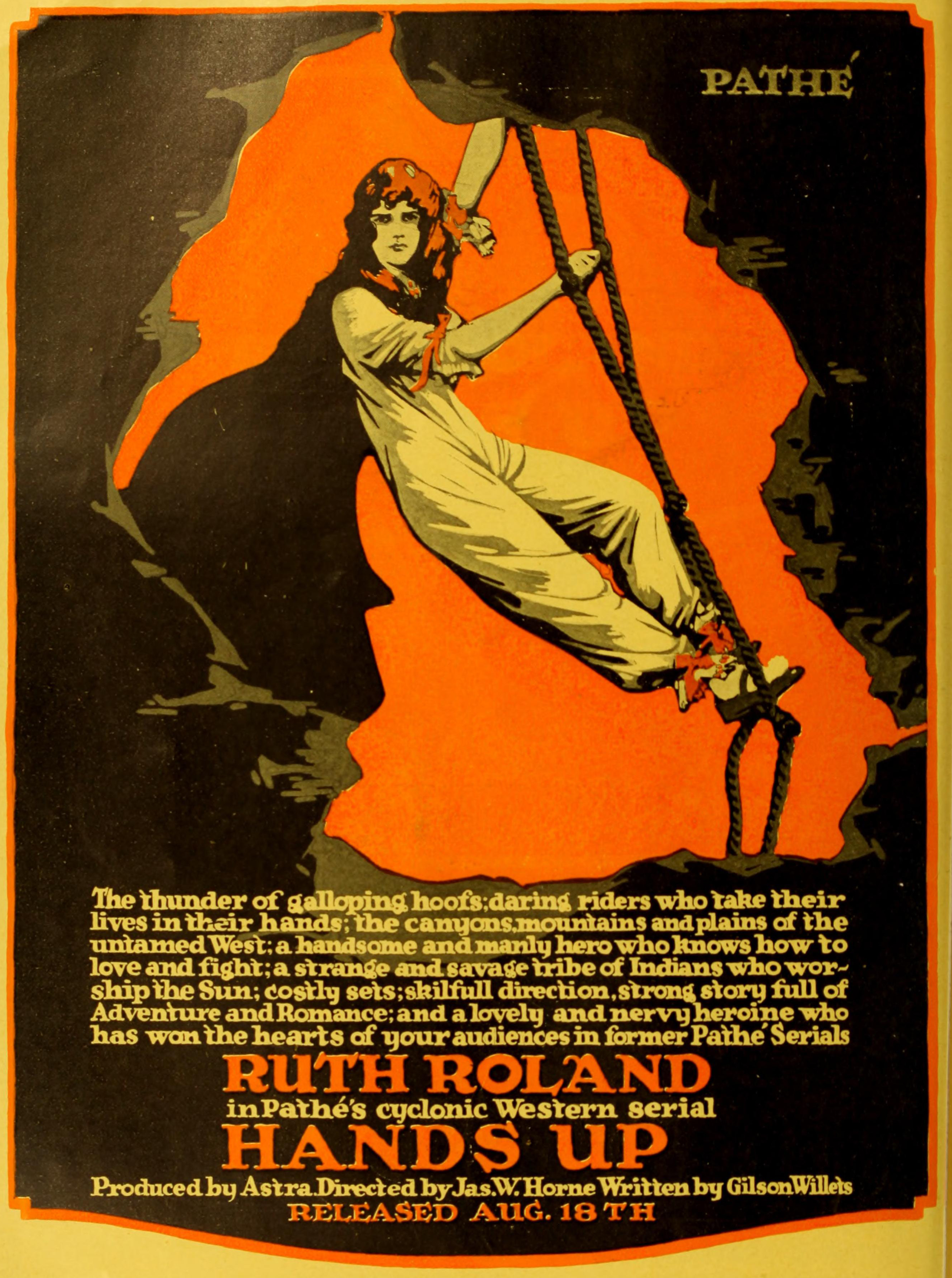
Hands Up (1918)
- Cupid Angling (1918)
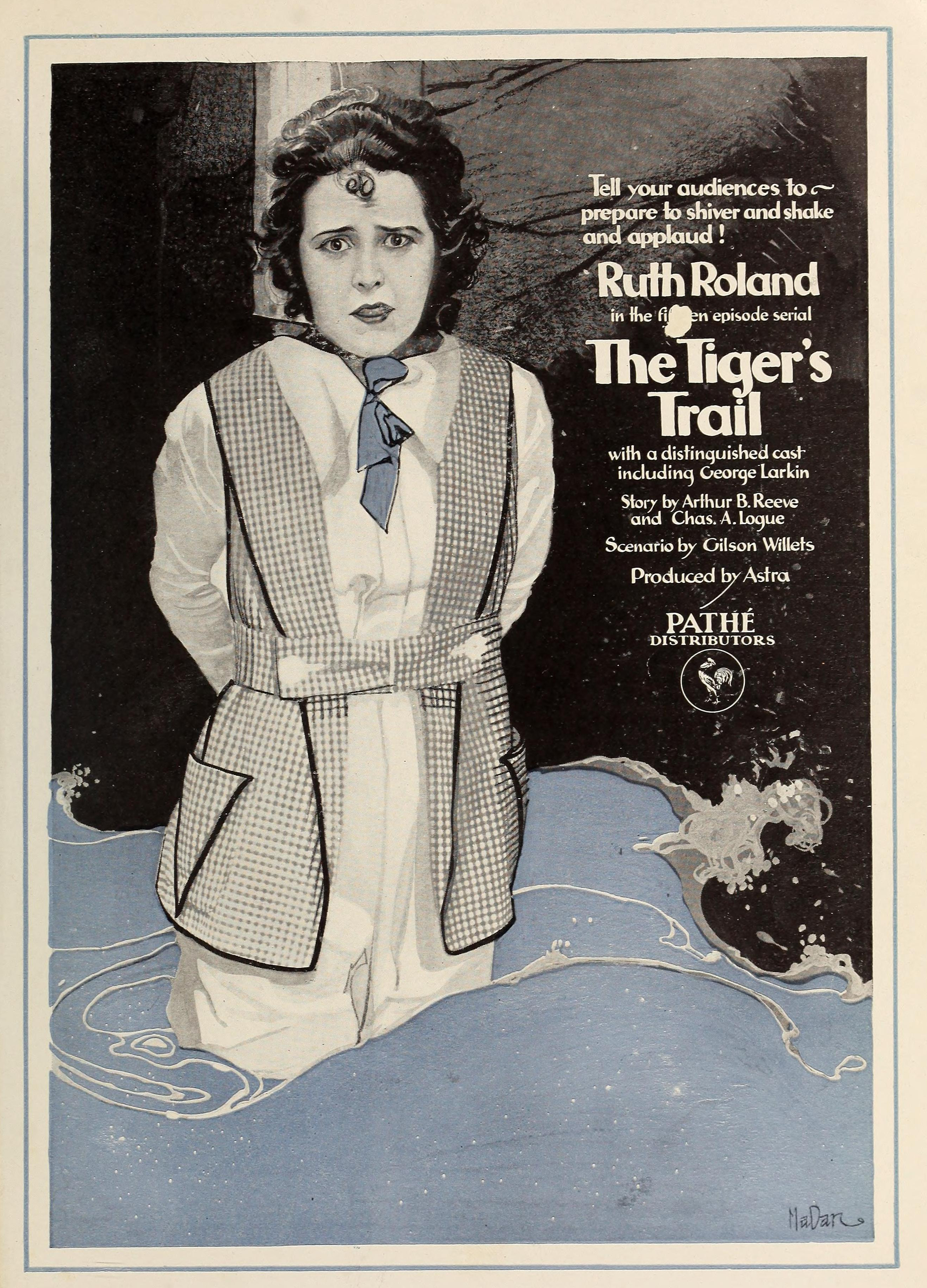
The Tiger's Trail (1919)
- The Adventures of Ruth (1919)
- Ruth of the Rockies (1920)
- The Avenging Arrow (1921)
- White Eagle (1922)
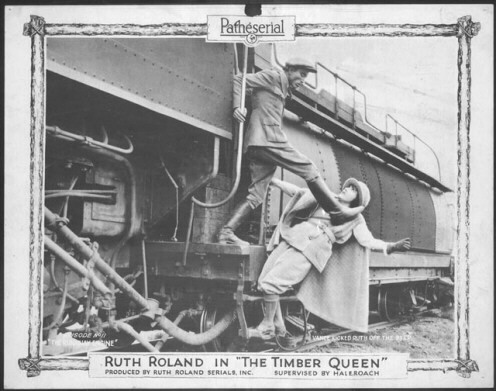
The Timber Queen (1922)
- Haunted Valley (1923)
- Ruth of the Range (1923)
- Dollar Down (1925)
- Where the Worst Begins (1925)
- The Masked Woman (1927)
- Reno (1930)
- From Nine to Nine (1936)

- A Matrimonial Martyr (1916)
- The Sultana (1916)
- The Neglected Wife (1917)
- Hands Up (1918)
- The Tiger's Trail (1919)
- The Timber Queen (1922)